# Doraboina Moses Prakasam
Doraboina Moses Prakasam (* 2. Oktober 1957 in Mariampuram) ist Bischof von Nellore.

## Leben
Doraboina Moses Prakasam empfing am 7. April 1983 die Priesterweihe. Papst Johannes Paul II. ernannte ihn am 26. Juli 2002 zum Bischof von Cuddapah. 
Der Erzbischof von Hyderabad, Marampudi Joji, spendete ihm am 28. August desselben Jahres die Bischofsweihe; Mitkonsekratoren waren Pudhota Chinniah Balaswamy, Bischof von Nellore, und Bali Gali, Bischof von Guntur.
Am 7. Dezember 2006 wurde er zum Bischof von Nellore ernannt und am 17. Januar des nächsten Jahres in das Amt eingeführt.